# Rechtstaartdrongo
De rechtstaartdrongo (Dicrurus ludwigii) is een zangvogel uit de familie Dicruridae (drongo's). De wetenschappelijke naam is een eerbetoon aan Carl Ferdinand Heinrich von Ludwig (1784-1847), een Zuid-Afrikaan van Duitse afkomst, oprichter van de eerste botanisch tuin in Kaapstad.

## Kenmerken
De rechtstaartdrongo is met 19 cm een relatief kleine drongo. Hij lijkt op de treurdrongo, maar hij is kleiner, met een korte rechte (niet gevorkte) staart. Het leefgebied van deze drongo en de treurdrongo is niet identiek, maar plaatselijk kunnen ze samen voorkomen.

## Verspreiding en leefgebied
De rechtstaartdrongo komt voor in oostelijk en zuidelijk Afrika en telt vier ondersoorten:
- D. l. muenzneri: van zuidelijk Somalië en oostelijk Kenia tot Tanzania.
- D. l. saturnus: Angola en noordelijk Zambia.
- D. l. tephrogaster: Malawi en zuidelijk en midden Mozambique.
- D. l. ludwigii: oostelijk Zuid-Afrika.

het leefgebied is de zone waar savanne en open bosgebied in elkaar over gaan. Deze soort is geen uitgesproken bosvogel, maar broedt wel in dicht struikgewas, terwijl de treurdrongo een vogel van meer open landschappen is.

## Status
De rechtstaartdrongo heeft een groot verspreidingsgebied en de grootte van de populatie is niet gekwantificeerd. Er is geen aanleiding te veronderstellen dat de soort in aantal achteruit gaat. Daarom staat deze drongo als niet bedreigd op de Rode Lijst van de IUCN.